# لنگ کردن
لنگ کردن (انگلیسی: Hamstringing) روشی است برای فلج کردن شخص یا حیوان به طوری که با قطع کردن ماهیچه همسترینگ زردپی در ران فرد، نتواند به درستی راه برود یا قربانی را ناتوان کند.